# Karoline Ernestine af Erbach-Schönberg
Grevinde Karoline Ernestine til Erbach-Schönberg (tysk: Gräfin Karoline Ernestine zu Erbach-Schönberg) (20. august 1727 – 22. april 1796) var en tysk grevinde, der var grevinde af det lille grevskab Reuss-Ebersdorf i Thüringen i det centrale Tyskland fra 1754 til 1796 som ægtefælle til greve Heinrich 24. af Reuss-Ebersdorf.
Gennem sin datter Auguste var Karoline Ernestine mormor til Kong Leopold 1. af Belgien og oldemor til Dronning Victoria af Storbritannien.